# اوتوی-آن-والوا
اوتوی-آن-والوا (به فرانسوی: Autheuil-en-Valois) یک کمون در فرانسه است که در canton of Betz واقع شده‌است. اوتوی-آن-والوا ۹٫۲۴ کیلومتر مربع مساحت دارد ۱۱۶ متر بالاتر از سطح دریا واقع شده‌است.